# Itamar Ben Avi
Itamar Ben Avi (hebrejsky איתמר בן אב"י, narozený jako Ben Cijon Ben Jehuda (Ben-Cijon Ben-Jehuda) 31. července 1882, zemřel 8. dubna 1943) byl novinářem a sionistickým aktivistou.
Ben Avi byl synem Eliezera Ben Jehudy, pokládaného za oživitele moderní hebrejštiny, který z Itamara udělal jejího prvního rodilého mluvčího. (Otec dokonce odmítal, aby byl jeho syn během dětství vystaven jiným jazykům. Říká se, že jednou pokáral svou ženu, když ji přistihl, jak synovi zpívá ruskou ukolébavku.)
Itamarovo původní osobní jméno znamená „syn Sijónu“. Pozdější příjmení Ben Avi (בן אב"י) znamená doslova „syn svého otce“, ale Avi (můj otec) je zde zkratkou, vytvořenou třemi počátečními písmeny jména Eliezer Ben Jehuda.
Itamar Ben Avi je autorem dodnes v Izraeli populární autobiografie.